# Sawa Homare
Sawa Homare (澤 穂希 sinh ngày 6 tháng 11 năm 1978 ở Fuchū, Tokyo) là một cựu cầu thủ bóng đá nữ người Nhật Bản. Cô là đội trưởng đội tuyển Nhật Bản giành chức vô địch Giải vô địch bóng đá nữ thế giới 2011 và huy chương bạc Thế vận hội 2012. Vào năm 2012, cô vinh dự nhận giải Cầu thủ nữ xuất sắc nhất năm của FIFA năm 2011. Cô từng thi đấu cho Atlanta Beat của giải WUSA, Washington Freedom của WPS, NTV Beleza và INAC Kobe Leonessa của Nhật.

## Sự nghiệp

### Câu lạc bộ
Sawa lần đầu thi đấu tại Giải bóng đá nữ vô địch quốc gia Nhật Bản năm 12 tuổi.

#### Atlanta Beat
Với sự ra đời của giải bóng đá nữ chuyên nghiệp Hoa Kỳ Women's United Soccer Association (WUSA) vào năm 2001, Sawa ký hợp đồng với câu lạc bộ Atlanta Beat. Cô là người ghi bàn đầu tiên của câu lạc bộ này, cũng như là nhân tố chủ chốt trong ba mùa giải của Beat tại giải đấu này.

#### NTV Beleza
Sau khi WUSA giải thể năm 2003, Sawa trở lại Nhật Bản để đầu quân cho NTV Beleza. Năm 2004, cô nhận danh hiệu Cầu thủ bóng đá nữ của năm do Liên đoàn bóng đá châu Á trao tặng.

#### Washington Freedom
Vào tháng 9 năm 2008, Sawa được Washington Freedom lựa chọn tại vòng một của cuộc tuyển chọn cầu thủ nuwosc ngoài cho giải WPS năm 2008. Cô là cầu thủ quan trọng ở tuyến tiền vệ Freedom trong hai mùa giải đầu tiên trước khi trở lại chuẩn bị cho Giải vô địch bóng đá nữ thế giới 2011.

### Đội tuyển quốc gia

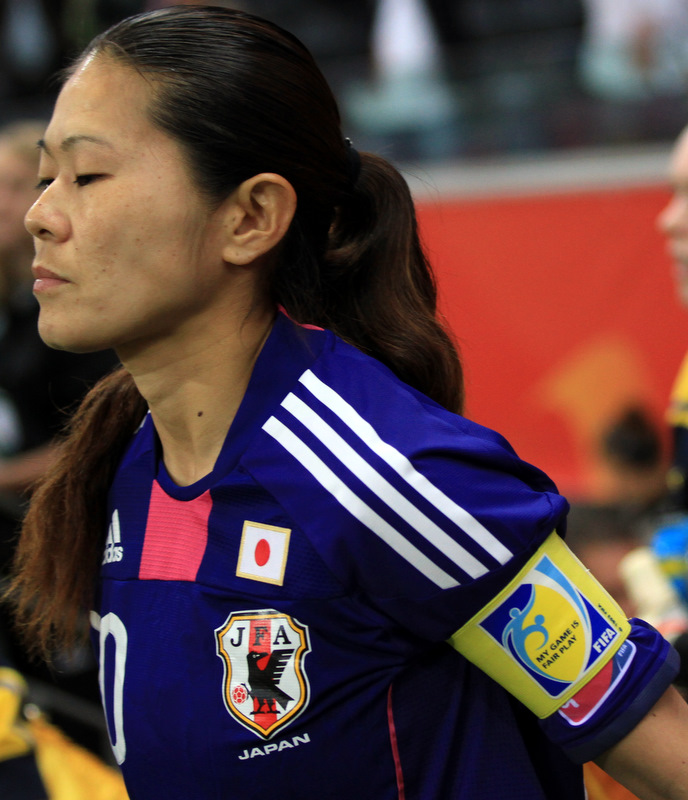
Sawa là đội trưởng của đội tuyển Nhật Bản tại Giải vô địch thế giới 2011

Sawa có trận đấu đầu tiên cho đội tuyển Nhật Bản vào ngày 6 tháng 12 năm 1993 gặp Philippines khi cô mới 15 tuổi. Cô thậm chí còn có bốn bàn thắng trong trận đấu này. Cô là nhân tố không thể thiếu trong đội hình Nhật Bản tham dự sáu kì World Cup và bốn kỳ Thế vận hội. Cô là người thi đấu nhiều nhất cũng như ghi nhiều bàn thắng nhất cho đội tuyển quốc gia Nhật Bản với tổng cộng 83 bàn trong 205 trận.
Dấu ấn lớn nhất trong sự nghiệp của Sawa là tại Giải vô địch bóng đá nữ thế giới 2011. Sau khi hòa 2–2 với Hoa Kỳ trong thời gian thi đấu chính thức và hiệp phụ (Sawa ghi bàn ở phút thứ 117), Nhật Bản giành chiến thắng trong loạt luân lưu với tỉ số 3–1 trong trận chung kết tại Frankfurt, Đức để lần đầu lên ngôi vô địch thế giới. Sawa cũng được trao giải Chiếc giầy vàng nhờ ghi được năm bàn thắng cũng như giải Quả bóng vàng cho cầu thủ xuất sắc nhất.
Vào ngày 9 tháng 1 năm 2012, Sawa nhận giải Cầu thủ nữ xuất sắc nhất năm của FIFA tại Zürich, Thụy Sĩ. Cô tuyên bố từ giã sự nghiệp tại đội tuyển vào tháng 8 năm 2012 sau khi giúp Nhật Bản giành huy chương bạc Thế vận hội Luân Đôn 2012.
Tuy nhiên Sawa quyết định trở lại thi đấu cho Nhật Bản vào năm 2014, giúp đội lên ngôi vô địch tại Cúp bóng đá nữ châu Á 2014. Vào năm 2015 cô trở lại đội tuyển quốc gia sau một năm chấn thương và đánh dấu sự trở lại bằng bàn thắng từ đường chuyền của Miyama Aya trong trận giao hữu với New Zealand. Tại Giải vô địch bóng đá nữ thế giới 2015 ở Canada, Sawa cùng Formiga của Brasil trở thành những người đầu tiên góp mặt ở sáu kì World Cup. Ở giải đấu này Nhật Bản về thứ nhì sau khi thua Hoa Kỳ trong trận chung kết với tỉ số 2–5. Sau giải đấu này, Sawa Homare chính thức giã từ sự nghiệp thi đấu quốc tế sau 24 năm thi đấu chuyên nghiệp.

## Thống kê sự nghiệp
| Câu lạc bộ         | Mùa giải | Giải quốc gia | Giải quốc gia | Cúp quốc gia | Cúp quốc gia | Cúp liên đoàn | Cúp liên đoàn | Tổng | Tổng |
| Câu lạc bộ         | Mùa giải | Trận          | Bàn           | Trận         | Bàn          | Trận          | Bàn           | Trận | Bàn  |
| ------------------ | -------- | ------------- | ------------- | ------------ | ------------ | ------------- | ------------- | ---- | ---- |
| NTV Beleza         | 1991     | 13            | 5             |              |              | -             | -             |      |      |
| NTV Beleza         | 1992     | 20            | 3             |              |              | -             | -             |      |      |
| NTV Beleza         | 1993     | 17            | 5             |              |              | -             | -             |      |      |
| NTV Beleza         | 1994     | 17            | 11            |              |              | -             | -             |      |      |
| NTV Beleza         | 1995     | 18            | 16            |              |              | -             | -             |      |      |
| NTV Beleza         | 1996     | 17            | 14            |              |              | -             | -             |      |      |
| NTV Beleza         | 1997     | 18            | 14            |              |              | -             | -             |      |      |
| NTV Beleza         | 1998     | 16            | 11            |              |              | -             | -             |      |      |
| NTV Beleza         | 1999     | 0             | 0             |              |              | -             | -             |      |      |
| NTV Beleza         | Tổng     | 136           | 79            |              |              | -             | -             |      |      |
| Denver Diamonds    | 1999     |               |               |              |              |               |               |      |      |
| Denver Diamonds    | 2000     |               |               |              |              |               |               |      |      |
| Denver Diamonds    | Tổng     |               |               |              |              |               |               |      |      |
| Atlanta Beat       | 2001     | 19            | 3             | -            | -            | -             | -             | 19   | 3    |
| Atlanta Beat       | 2002     | 21            | 7             | -            | -            | -             | -             | 21   | 7    |
| Atlanta Beat       | 2003     | 15            | 3             | -            | -            | -             | -             | 15   | 3    |
| Atlanta Beat       | Tổng     | 55            | 13            | -            | -            | -             | -             | 55   | 13   |
| NTV Beleza         | 2004     | 6             | 5             |              |              | -             | -             |      |      |
| NTV Beleza         | 2005     | 21            | 16            | 5            | 3            | -             | -             | 26   | 19   |
| NTV Beleza         | 2006     | 17            | 13            | 3            | 2            | -             | -             | 20   | 15   |
| NTV Beleza         | 2007     | 20            | 6             | 4            | 5            | 2             | 0             | 26   | 11   |
| NTV Beleza         | 2008     | 21            | 7             | 4            | 1            | -             | -             | 25   | 8    |
| NTV Beleza         | Tổng     | 85            | 47            |              |              | 2             | 0             |      |      |
| Washington Freedom | 2009     | 20            | 3             | -            | -            | -             | -             | 20   | 3    |
| Washington Freedom | Tổng     | 20            | 3             | -            | -            | -             | -             | 20   | 3    |
| NTV Beleza         | 2009     | 4             | 2             | 4            | 1            | -             | -             | 8    | 3    |
| NTV Beleza         | Tổng     | 4             | 2             | 4            | 1            | -             | -             | 8    | 3    |
| Washington Freedom | 2010     | 21            | 3             | -            | -            | -             | -             | 21   | 3    |
| Washington Freedom | Tổng     | 21            | 3             | -            | -            | -             | -             | 21   | 3    |
| NTV Beleza         | 2010     | -             | -             | 1            | 0            | -             | -             | 1    | 0    |
| NTV Beleza         | Tổng     | -             | -             | 1            | 0            | -             | -             | 1    | 0    |
| INAC Kobe Leonessa | 2011     | 16            | 4             | 4            | 0            | -             | -             | 20   | 4    |
| INAC Kobe Leonessa | 2012     | 17            | 2             | 3            | 0            | 4             | 0             | 24   | 2    |
| INAC Kobe Leonessa | 2013     | 16            | 2             | 4            | 0            | 6             | 0             | 26   | 2    |
| INAC Kobe Leonessa | 2014     | 26            | 2             | 2            | 0            | -             | -             | 28   | 2    |
| INAC Kobe Leonessa | 2015     | 19            | 2             | 5            | 1            | -             | -             | 24   | 3    |
| INAC Kobe Leonessa | Tổng     | 94            | 12            | 18           | 1            | 10            | 0             | 122  | 13   |
| Tổng sự nghiệp     |          |               |               |              |              |               |               |      |      |

### Đội tuyển quốc gia
| Nhật Bản | Nhật Bản | Nhật Bản |
| Năm      | Số trận  | Số bàn   |
| -------- | -------- | -------- |
| 1993     | 4        | 4        |
| 1994     | 6        | 1        |
| 1995     | 8        | 0        |
| 1996     | 10       | 3        |
| 1997     | 7        | 13       |
| 1998     | 10       | 4        |
| 1999     | 8        | 0        |
| 2000     | 1        | 1        |
| 2001     | 8        | 6        |
| 2002     | 8        | 5        |
| 2003     | 12       | 10       |
| 2004     | 8        | 2        |
| 2005     | 9        | 3        |
| 2006     | 17       | 7        |
| 2007     | 14       | 6        |
| 2008     | 15       | 7        |
| 2009     | 1        | 0        |
| 2010     | 15       | 3        |
| 2011     | 14       | 5        |
| 2012     | 10       | 1        |
| 2013     | 2        | 0        |
| 2014     | 8        | 1        |
| 2015     | 8        | 1        |
| Tổng     | 205      | 83       |

### Bàn thắng quốc tế
| #  | Ngày        | Địa điểm                                                 | Đối thủ           | Tỉ số    | Kết quả       | Giải đấu                              |
| -- | ----------- | -------------------------------------------------------- | ----------------- | -------- | ------------- | ------------------------------------- |
| 1  | 6/12/1993   | Sân vân động Bang Sarawak, Kuching, Malaysia             | Philippines       | Không rõ | 15–0          | Giải vô địch bóng đá nữ châu Á 1993   |
| 2  | 6/12/1993   | Sân vân động Bang Sarawak, Kuching, Malaysia             | Philippines       | Không rõ | 15–0          | Giải vô địch bóng đá nữ châu Á 1993   |
| 3  | 6/12/1993   | Sân vân động Bang Sarawak, Kuching, Malaysia             | Philippines       | Không rõ | 15–0          | Giải vô địch bóng đá nữ châu Á 1993   |
| 4  | 6/12/1993   | Sân vân động Bang Sarawak, Kuching, Malaysia             | Philippines       | Không rõ | 15–0          | Giải vô địch bóng đá nữ châu Á 1993   |
| 5  | 20/8/1994   | Slovakia                                                 | Slovakia          | Không rõ | 2–2           | Cúp bóng đá nữ quốc tế Slovakia       |
| 6  | 10/7/1996   | Fort Lauderdale, Hoa Kỳ                                  | Úc                | Không rõ | 2–2           | Giao hữu                              |
| 7  | 10/7/1996   | Fort Lauderdale, Hoa Kỳ                                  | Úc                | Không rõ | 2–2           | Giao hữu                              |
| 8  | 15/7/1996   | Fort Lauderdale, Hoa Kỳ                                  | Thụy Điển         | Không rõ | 1–3           | Giao hữu                              |
| 9  | 5/12/1997   | Quảng Châu, Trung Quốc                                   | Guam              | Không rõ | 21–0          | Giải vô địch bóng đá nữ châu Á 1997   |
| 10 | 5/12/1997   | Quảng Châu, Trung Quốc                                   | Guam              | Không rõ | 21–0          | Giải vô địch bóng đá nữ châu Á 1997   |
| 11 | 5/12/1997   | Quảng Châu, Trung Quốc                                   | Guam              | Không rõ | 21–0          | Giải vô địch bóng đá nữ châu Á 1997   |
| 12 | 5/12/1997   | Quảng Châu, Trung Quốc                                   | Guam              | Không rõ | 21–0          | Giải vô địch bóng đá nữ châu Á 1997   |
| 13 | 5/12/1997   | Quảng Châu, Trung Quốc                                   | Guam              | Không rõ | 21–0          | Giải vô địch bóng đá nữ châu Á 1997   |
| 14 | 5/12/1997   | Quảng Châu, Trung Quốc                                   | Guam              | Không rõ | 21–0          | Giải vô địch bóng đá nữ châu Á 1997   |
| 15 | 5/12/1997   | Quảng Châu, Trung Quốc                                   | Guam              | Không rõ | 21–0          | Giải vô địch bóng đá nữ châu Á 1997   |
| 16 | 7/12/1997   | Quảng Châu, Trung Quốc                                   | Ấn Độ             | 1–0      | 1–0           | Giải vô địch bóng đá nữ châu Á 1997   |
| 17 | 9/12/1997   | Quảng Châu, Trung Quốc                                   | Hồng Kông         | Không rõ | 9–0           | Giải vô địch bóng đá nữ châu Á 1997   |
| 18 | 9/12/1997   | Quảng Châu, Trung Quốc                                   | Hồng Kông         | Không rõ | 9–0           | Giải vô địch bóng đá nữ châu Á 1997   |
| 19 | 9/12/1997   | Quảng Châu, Trung Quốc                                   | Hồng Kông         | Không rõ | 9–0           | Giải vô địch bóng đá nữ châu Á 1997   |
| 20 | 14/12/1997  | Quảng Châu, Trung Quốc                                   | Đài Bắc Trung Hoa | 1–0      | 2–0           | Giải vô địch bóng đá nữ châu Á 1997   |
| 21 | 14/12/1997  | Quảng Châu, Trung Quốc                                   | Đài Bắc Trung Hoa | 1–0      | 2–0           | Giải vô địch bóng đá nữ châu Á 1997   |
| 22 | 8/12/1998   | Băng Cốc, Thái Lan                                       | Thái Lan          | Không rõ | 6–0           | Đại hội Thể thao châu Á 1998          |
| 23 | 12/12/1998  | Băng Cốc, Thái Lan                                       | Việt Nam          | Không rõ | 8–0           | Đại hội Thể thao châu Á 1998          |
| 24 | 12/12/1998  | Băng Cốc, Thái Lan                                       | Việt Nam          | Không rõ | 8–0           | Đại hội Thể thao châu Á 1998          |
| 25 | 12/12/1998  | Băng Cốc, Thái Lan                                       | Việt Nam          | Không rõ | 8–0           | Đại hội Thể thao châu Á 1998          |
| 26 | 17/12/2000  | Phoenix, Hoa Kỳ                                          | Hoa Kỳ            | 1–1      | 1–1           | Giao hữu                              |
| 27 | 4/12/2001   | Đài Bắc, Trung Hoa Dân Quốc                              | Singapore         | Không rõ | 14–0          | Giải vô địch bóng đá nữ châu Á 2001   |
| 28 | 4/12/2001   | Đài Bắc, Trung Hoa Dân Quốc                              | Singapore         | Không rõ | 14–0          | Giải vô địch bóng đá nữ châu Á 2001   |
| 29 | 4/12/2001   | Đài Bắc, Trung Hoa Dân Quốc                              | Singapore         | Không rõ | 14–0          | Giải vô địch bóng đá nữ châu Á 2001   |
| 30 | 4/12/2001   | Đài Bắc, Trung Hoa Dân Quốc                              | Singapore         | Không rõ | 14–0          | Giải vô địch bóng đá nữ châu Á 2001   |
| 31 | 8/12/2001   | Đài Bắc, Trung Hoa Dân Quốc                              | Guam              | Không rõ | 11–0          | Giải vô địch bóng đá nữ châu Á 2001   |
| 32 | 8/12/2001   | Đài Bắc, Trung Hoa Dân Quốc                              | Guam              | Không rõ | 11–0          | Giải vô địch bóng đá nữ châu Á 2001   |
| 33 | 9/4/2002    | Poitiers, Pháp                                           | Canada            | 2–1      | 3–2           | Giao hữu                              |
| 34 | 9/4/2002    | Poitiers, Pháp                                           | Canada            | 3–1      | 3–2           | Giao hữu                              |
| 35 | 4/10/2002   | Changwon, Hàn Quốc                                       | Việt Nam          | 3–0      | 3–0           | Đại hội Thể thao châu Á 2002          |
| 36 | 7/10/2002   | Masan, Hàn Quốc                                          | Hàn Quốc          | 1–0      | 1–0           | Đại hội Thể thao châu Á 2002          |
| 37 | 9/10/2002   | Changwon, Hàn Quốc                                       | Trung Quốc        | 2–0      | 2–2           | Đại hội Thể thao châu Á 2002          |
| 38 | 9/6/2003    | Sân vận động Rajamangala, Băng Cốc, Thái Lan             | Philippines       | 7–0      | 15–0          | 2003                                  |
| 39 | 11/6/2003   | Sân vận động Rajamangala, Băng Cốc, Thái Lan             | Guam              | Không rõ | 7–0           | Giải vô địch bóng đá nữ châu Á 2003   |
| 40 | 11/6/2003   | Sân vận động Rajamangala, Băng Cốc, Thái Lan             | Guam              | Không rõ | 7–0           | Giải vô địch bóng đá nữ châu Á 2003   |
| 41 | 13/6/2003   | Sân vận động Rajamangala, Băng Cốc, Thái Lan             | Myanmar           | Không rõ | 7–0           | 2003                                  |
| 42 | 15/6/2003   | Sân vận động Rajamangala, Băng Cốc, Thái Lan             | Đài Bắc Trung Hoa | Không rõ | 5–0           | Giải vô địch bóng đá nữ châu Á 2003   |
| 43 | 15/6/2003   | Sân vận động Rajamangala, Băng Cốc, Thái Lan             | Đài Bắc Trung Hoa | Không rõ | 5–0           | Giải vô địch bóng đá nữ châu Á 2003   |
| 44 | 12/7/2003   | Sân vận động Olympic Quốc gia, Tokyo, Nhật Bản           | México            | 1–0      | 2–0           | Play-off Vòng loại World Cup 2003     |
| 45 | 20/9/2003   | Sân vận động Columbus Crew, Columbus, Hoa Kỳ             | Argentina         | 1–0      | 6–0           | Giải vô địch bóng đá nữ thế giới 2003 |
| 46 | 20/9/2003   | Sân vận động Columbus Crew, Columbus, Hoa Kỳ             | Argentina         | 2–0      | 6–0           | Giải vô địch bóng đá nữ thế giới 2003 |
| 47 | 27/9/2003   | Sân vận động Gillette, Boston, Hoa Kỳ                    | Canada            | 0–1      | 3–1           | Giải vô địch bóng đá nữ thế giới 2003 |
| 48 | 18/4/2004   | Sân vận động Olympic Quốc gia, Tokyo, Nhật Bản           | Việt Nam          | Không rõ | 7–0           | Vòng loại Thế vận hội 2004            |
| 49 | 18/12/2004  | Sân vận động Nishigaoka, Tokyo, Nhật Bản                 | Đài Bắc Trung Hoa | 6–0      | 11–0          | Cúp Kirin                             |
| 50 | 21/5/2005   | Sân vận động Nishigaoka, Tokyo, Nhật Bản                 | New Zealand       | 1–0      | 6–0           | Cúp Kirin                             |
| 51 | 21/5/2005   | Sân vận động Nishigaoka, Tokyo, Nhật Bản                 | New Zealand       | 3–0      | 6–0           | Cúp Kirin                             |
| 52 | 28/5/2005   | Nga                                                      | Nga               | Không rõ | 2–0           | Giao hữu                              |
| 53 | 10/3/2006   | Ý                                                        | Scotland          | Không rõ | 4–0           | Giao hữu                              |
| 54 | 19/7/2006   | Sân vận động Hindmarsh, Adelaide, Úc                     | Việt Nam          | 1–0      | 5–0           | Cúp bóng đá nữ châu Á 2006            |
| 55 | 19/7/2006   | Sân vận động Hindmarsh, Adelaide, Úc                     | Việt Nam          | 2–0      | 5–0           | Cúp bóng đá nữ châu Á 2006            |
| 56 | 19/7/2006   | Sân vận động Hindmarsh, Adelaide, Úc                     | Đài Bắc Trung Hoa | 4–1      | 11–1          | Cúp bóng đá nữ châu Á 2006            |
| 57 | 19/7/2006   | Sân vận động Hindmarsh, Adelaide, Úc                     | Đài Bắc Trung Hoa | 9–1      | 11–1          | Cúp bóng đá nữ châu Á 2006            |
| 58 | 30/11/2006  | Sân vận động Grand Hamad, Doha, Qatar                    | Jordan            | 10–0     | 13–0          | Đại hội Thể thao châu Á 2006          |
| 59 | 30/11/2006  | Sân vận động Grand Hamad, Doha, Qatar                    | Jordan            | 13–0     | 13–0          | Đại hội Thể thao châu Á 2006          |
| 60 | 10/3/2007   | Sân vận động Olympic Quốc gia, Tokyo, Nhật Bản           | México            | 1–0      | 2–0           | Play-off Vòng loại World Cup 2007     |
| 61 | 7/4/2007    | Tokyo, Nhật Bản                                          | Việt Nam          | 1–0      | 2–0           | Vòng loại Thế vận hội Mùa hè 2008     |
| 62 | 15/4/2007   | Thái Lan                                                 | Thái Lan          | 0–1      | 4–0           | Vòng loại Thế vận hội Mùa hè 2008     |
| 63 | 3/6/2007    | Tokyo, Nhật Bản                                          | Hàn Quốc          | 6–0      | 6–1           | Vòng loại Thế vận hội Mùa hè 2008     |
| 64 | 4/8/2007    | Sân vận động Lạch Tray, Hải Phòng, Việt Nam              | Việt Nam          | 0–7      | 0–8           | Vòng loại Thế vận hội Mùa hè 2008     |
| 65 | 12/8/2007   | Tokyo, Nhật Bản                                          | Thái Lan          | 1–0      | 5–0           | Vòng loại Thế vận hội Mùa hè 2008     |
| 66 | 18 Feb 2008 | Trùng Khánh, Trung Quốc                                  | CHDCND Triều Tiên | 3–2      | 3–2           | Giải vô địch bóng đá nữ Đông Á 2008   |
| 67 | 5/7/2008    | Sân vận động Thống Nhất, Thành phố Hồ Chí Minh, Việt Nam | Trung Quốc        | 1–0      | 1–3           | Cúp bóng đá nữ châu Á 2008            |
| 68 | 8/7/2008    | Sân vận động Thống Nhất, Thành phố Hồ Chí Minh, Việt Nam | Úc                | 3–0      | 3–0           | Cúp bóng đá nữ châu Á 2008            |
| 69 | 24/7/2008   | Kobe, Nhật Bản                                           | Úc                | Không rõ | 3–0           | Giao hữu                              |
| 70 | 6/8/2008    | Tần Hoàng Đảo, Trung Quốc                                | New Zealand       | 2–2      | 2–2           | Thế vận hội Mùa hè 2008               |
| 71 | 12/8/2008   | Sân vận động Thượng Hải, Thượng Hải, Trung Quốc          | Na Uy             | 1–4      | 1–5           | Thế vận hội Mùa hè 2008               |
| 72 | 15/8/2008   | Tần Hoàng Đảo, Trung Quốc                                | Trung Quốc        | 0–1      | 0–2           | Thế vận hội Mùa hè 2008               |
| 73 | 20/5/2010   | Trung tâm Thể thao Thành Đô, Thành Đô, Trung Quốc        | Myanmar           | 2–0      | 8–0           | Cúp bóng đá nữ châu Á 2010            |
| 74 | 20/5/2010   | Trung tâm Thể thao Thành Đô, Thành Đô, Trung Quốc        | Myanmar           | 7–0      | 8–0           | Cúp bóng đá nữ châu Á 2010            |
| 75 | 30/5/2010   | Trung tâm Thể thao Thành Đô, Thành Đô, Trung Quốc        | Trung Quốc        | 2–0      | 2–0           | Cúp bóng đá nữ châu Á 2010            |
| 76 | 1/7/2011    | BayArena, Leverkusen, Đức                                | México            | 1–0      | 4–0           | Giải vô địch bóng đá nữ thế giới 2011 |
| 77 | 1/7/2011    | BayArena, Leverkusen, Đức                                | México            | 3–0      | 4–0           | Giải vô địch bóng đá nữ thế giới 2011 |
| 78 | 1/7/2011    | BayArena, Leverkusen, Đức                                | México            | 4–0      | 4–0           | Giải vô địch bóng đá nữ thế giới 2011 |
| 79 | 13/7/2011   | Commerzbank-Arena, Frankfurt, Đức                        | Thụy Điển         | 2–1      | 3–1           | Giải vô địch bóng đá nữ thế giới 2011 |
| 80 | 17/7/2011   | Commerzbank-Arena, Frankfurt, Đức                        | Hoa Kỳ            | 2–2      | 2–2 (3–1 l.l) | Giải vô địch bóng đá nữ thế giới 2011 |
| 81 | 11/7/2012   | Sân vận động Olympic Quốc gia, Tokyo, Nhật Bản           | Úc                | 3–0      | 3–0           | Giao hữu (Kirin Challenge Cup 2012)   |
| 82 | 22/5/2014   | Sân vận động Thống Nhất, Thành phố Hồ Chí Minh, Việt Nam | Trung Quốc        | 1–0      | 2–1           | 2014                                  |
| 83 | 24/5/2015   | Sân vận động Kagawa Marugame, Kagawa, Nhật Bản           | New Zealand       | 1–0      | 1–0           | Giao hữu                              |